# Grand Prix ISU juniores in Bielorussia
Il Grand Prix ISU juniores in Bielorussia è una competizione internazionale di pattinaggio di figura. Si tiene in autunno e fa parte del circuito Grand Prix ISU juniores di pattinaggio di figura. Le medaglie sono assegnate nelle discipline del singolo maschile, singolo femminile, coppie e danza su ghiaccio.

## Vincitori

### Singolo maschile
| Anno | Luogo  | Oro             | Argento          | Bronzo            | Dettagli |
| 2008 | Homel' | Denïs Ten       | Yang Chao        | Cheng Gongming    | [ 1 ]    |
| 2009 | Minsk  | Artur Gačinskij | Song Nan         | Stanislav Kovalëv | [ 2 ]    |
| 2013 | Minsk  | Nathan Chen     | Ryuju Hino       | Murad Kurbanov    | [ 3 ]    |
| 2017 | Minsk  | Aleksej Erochov | Andrew Torgashev | Igor Efimchuk     | [ 4 ]    |

### Singolo femminile
| Anno | Luogo  | Oro                | Argento              | Bronzo                   | Dettagli |
| 2008 | Homel' | Haruka Imai        | Oksana Gozeva        | Kana Muramoto            | [ 1 ]    |
| 2009 | Minsk  | Polina Šelepen     | Yuki Nishino         | Ksenija Makarova         | [ 2 ]    |
| 2013 | Minsk  | Polina Edmunds     | Elizabet Turzynbaeva | Rika Hongō               | [ 3 ]    |
| 2017 | Minsk  | Aleksandra Trusova | Nana Araki           | Stanislava Konstantinova | [ 4 ]    |

### Coppie
| Anno | Luogo  | Oro                                     | Argento                               | Bronzo                                 | Dettagli |
| 2008 | Homel' | Ljubov' Iljušečkina / Nodari Maisuradze | Ksenija Ozerova / Aleksandr Ėnbert    | Zhang Yue / Wang Lei                   | [ 1 ]    |
| 2009 | Minsk  | Sui Wenjing / Han Cong                  | Zhang Yue / Wang Lei                  | Kaleigh Hole / Adam Johnson            | [ 2 ]    |
| 2013 | Minsk  | Kamilla Gajnetdinova / Ivan Bič         | Madeline Aaron / Max Settlage         | Vasilisa Davankova / Andrej Deputat    | [ 3 ]    |
| 2017 | Minsk  | Dar'ja Pavljučenko / Denis Chodykin     | Anastasija Polujanova / Dmitrij Sopot | Apollinarija Panfilova / Dmitrij Rylov | [ 4 ]    |

### Danza su ghiaccio
| Anno | Luogo  | Oro                                      | Argento                             | Bronzo                           | Dettagli |
| 2008 | Homel' | Alisa Agafonova / Dmytro Dun'            | Ekaterina Puškaš / Dmitrij Kiselëv  | Terra Findlay / Benoît Richaud   | [ 1 ]    |
| 2009 | Minsk  | Ksenija Mon'ko / Kirill Chaljavin        | Rachel Tibbetts / Collin Brubaker   | Alisa Agafonova / Dmytro Dun'    | [ 2 ]    |
| 2013 | Minsk  | Lorraine McNamara / Quinn Carpenter      | Betina Popova / Jurij Vlasenko      | Dar'ja Morozova / Michail Žirnov | [ 3 ]    |
| 2017 | Minsk  | Christina Carreira / Anthony Ponomarenko | Anastasija Skopcova / Kirill Alëšin | Arina Ušakova / Maksim Nekrasov  | [ 4 ]    |